# Zippelia begoniifolia
Zippelia begoniifolia – gatunek roślin z rodziny pieprzowatych Piperaceae. Reprezentuje monotypowy rodzaj Zippelia. Półkrzew występujący w lasach południowo-wschodniej Azji od południowo-wschodnich Chin poprzez Półwysep Indochiński i Filipiny, po Jawę na południu.

## Morfologia
PokrójProsto wzniesiona bylina lub półkrzew. Osiąga do 80 cm wysokości. Łodyga zgrubiała w węzłach, naga, korzeniąca się w dolnych węzłach.
LiścieSkrętoległe, osadzone na ogonkach 2–5 cm długości. Blaszka o użyłkowaniu dłoniastym, z 5–7 żyłkami, sercowato-jajowata, długości 8–14 cm.
KwiatyDrobne, krótkoszypułkowe, obupłciowe, zebrane w grona rozwijające się naprzeciw liści. Kwiaty wsparte są muszlowatymi przysadkami, ale pozbawione okwiatu. Pręciki są wolne, w liczbie 6, o nitkach krótkich i grubych oraz prosto wzniesionych pylnikach. Słupkowie tworzone jest przez cztery zrastające się owocolistki. Zalążnia jest górna i jednokomorowa. W komorze zalążni znajdują się początkowo dwa zalążki, ale rozwija się zawsze tylko pojedynczy zarodek.
OwoceKulistawe pestkowce o średnicy ok. 5 mm, gęsto pokryte glochidiami.

## Systematyka
Gatunek z monotypowego rodzaju Zippelia Blume z rodziny pieprzowatych Piperaceae. W obrębie rodziny wraz z  siostrzanym rodzajem Manekia tworzy klad wyodrębniany jako podrodzina Zippelioideae.